# ZTE Eco-Mobius
Eco-Mobius — прототип модульного смартфона представленный компанией ZTE.

## Краткое описание
Смартфон состоит из 4 заменяемых модулей: процессора, дисплея, батареи и фотокамеры. В основной модуль, который состоит из экрана и составляет основу устройства, вставляются CPU, GPU, RAM, камера, карта памяти и аккумулятор. Заменяемые модули крепятся в пазы с помощью магнита.
Замена модулей позволит модернизировать смартфон без существенных финансовых затрат, а также собрать смартфон, основываясь на личных предпочтениях. Также в названии смартфона подчеркивается идея по снижению нагрузки на окружающую среду от отходов и загрязнений. Видимо, это должно достигаться путём замены только отдельных компонентов (которые вышли из строя или требуют модернизации), а не всего аппарата.

## Награды
В 2014 году концепт телефона получил авторитетную награду в области дизайна Red Dot Design Award.